# Ferdinand August Spiegel-Diesenberg
Ferdinand August Spiegel-Diesenberg, celým jménem s titulem Ferdinand August hrabě Spiegel na Diesenbergu a Hanxledenu (německy Ferdinand August Graf von Spiegel zum Diesenberg und Hanxleden), uváděn též pouze jako Ferdinand August Spiegel nebo jen Ferdinand Spiegel (20. května 1850 Višňové – 27. listopadu 1914 tamtéž), byl moravský šlechtic z rodu Spiegel-Diesenbergů původem z Vestfálska, velkostatkář a poslanec Moravského zemského sněmu.

## Životopis
V roce 1870 absolvoval práva na Vídeňské univerzitě, pak ještě studoval na zemědělské akademii ve württemberském Hohenheimu. V roce 1878 působil v armádě při tažení do Bosny a Hercegoviny. Po návratu se začal věnovat správě rodinného velkostatku.
Po smrti otce Ferdinanda Spiegela-Diesenberga převzal jeho roli šedé eminence moravské Strany konzervativního velkostatku. Do roku 1890 vedl Katolicko-politický spolek ve Znojmě a pak spoluzakládal místní Křesťansko-sociální spolek. Stejně jako otec podporoval ve volbách federalistické kandidáty, již v roce 1879 třeba Josefa Purcnera, který neúspěšně kandidoval v kurii venkovských obcí na jižní Moravě. V letech 1900–1901 zřídil speciální předvolební fond pro kandidáty křesťanských sociálů.
V roce 1897 stál u zrodu Křesťanské stranické rady pro německé Moravany, jejímž úkolem byla koordinace zakládání okresních katolických spolků. V roce 1902 podpořil program nově vzniklé Křesťanské lidové strany, která měla ambici politicky zastupovat všechny moravské, případně i slezské německé katolíky.
V roce 1883 byl zvolen poslancem Moravského zemského sněmu ve velkostatkářské kurii. Později byl ještě pětkrát znovuzvolen. Věnoval se oblasti zemědělství a byl aktivní i při projednávání moravského vyrovnání.
V roce 1908 jej za zásluhy jmenoval císař František Josef I. tajným radou. Stal se také komandérem papežského řádu sv. Řehoře Velikého.
Na konci života trpěl četnými zdravotními problémy. Trpěl cukrovkou, kornatěním tepen a zhoubným nádorem na játrech a žaludku,